# جاكلين بيسيه

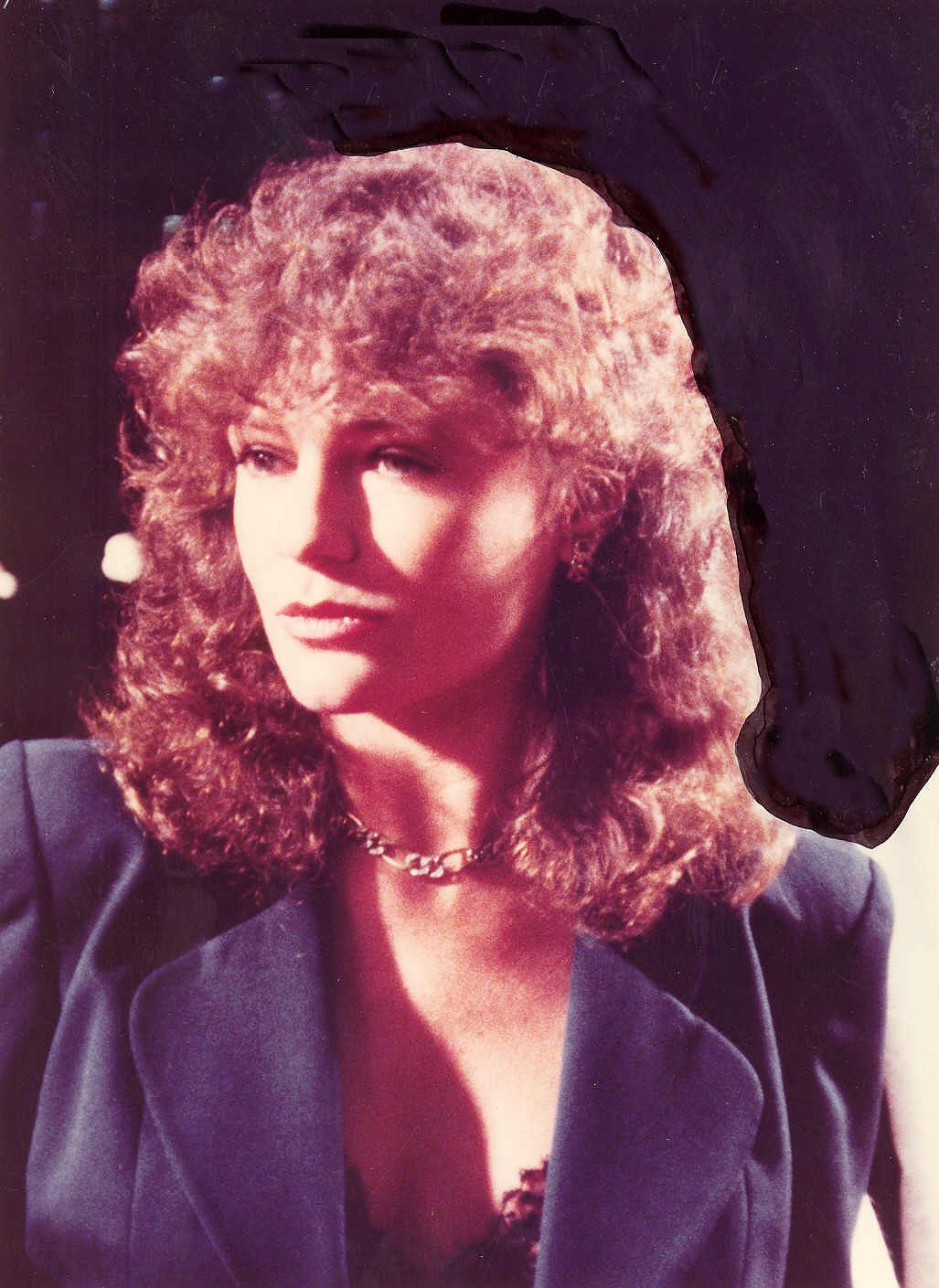
جاكلين بيسيه

جاكلين بيسيه (بالإنجليزية: Jacqueline Bisset)‏ (من مواليد 13 سبتمبر 1944 -)، ممثلة إنجليزية تم ترشيحها لـ 4 جوائز «غولدن غلوب» كما تم ترشيحا لجائزة «إيمي»، لعبت أدوار البطولة في أفلام متعددة من أشهرها «بوليت» "Bullitt"، «الأعماق» "The Deep"، «الفصل» "Class"، «المطار» "Airport".

## روابط خارجية
- جاكلين بيسيه على موقع IMDb (الإنجليزية)
- جاكلين بيسيه على موقع الموسوعة البريطانية (الإنجليزية)
- جاكلين بيسيه على موقع روتن توميتوز (الإنجليزية)
- جاكلين بيسيه على موقع مونزينجر (الألمانية)
- جاكلين بيسيه على موقع ألو سيني (الفرنسية)
- جاكلين بيسيه على موقع تيرنر كلاسيك موفيز (الإنجليزية)
- جاكلين بيسيه على موقع أول موفي (الإنجليزية)
- جاكلين بيسيه على موقع قاعدة بيانات الأفلام السويدية (السويدية)
- جاكلين بيسيه على موقع إن إن دي بي (الإنجليزية)
- جاكلين بيسيه على موقع قاعدة بيانات الفيلم (الإنجليزية)
- Jacqueline Bisset biography, filmography, commentary
- Jacqueline Bisset interview